# کریم بوتاجینه
کریم بوتاجینه (انگلیسی: Karim Boutadjine؛ زادهٔ ۲۳ مارس ۱۹۸۹) بازیکن فوتبال اهل فرانسه است.
از باشگاه‌هایی که در آن بازی کرده‌است می‌توان به باشگاه ورزشی المحرق و باشگاه فوتبال القبائل اشاره کرد.